# .je
.je je internetová národní doména nejvyššího řádu pro Jersey.
V češtině je možné vytvářet atraktivní doménová jména, například coto.je apod.